# Chácara do Barão do Serro
A Chácara do Barão do Serro localiza-se numa chácara no município do Serro, no estado de Minas Gerais.
Foi erguida no século XIX para ser residência do coronel Sebastião José Ferreira Rabelo (1823-1900) e posteriormente de seu irmão e genro, José Joaquim Ferreira Rabelo, barão do Serro, (1832-1910), ambos políticos influentes do norte de Minas.

## Características
A antiga construção em forma de "U" compõe um pátio interior, com o piso em "pé-de-moleque" (seixos rolados) com formações florais (herança mourisca). Apresenta também belas portas e janelas de inspiração gótica, com vidraças coloridas. A entrada é formada por um patamar delimitado por gradil de ferro e duas escadas laterais simétricas. Neste patamar, destacam-se três bancos trabalhados em pedra-sabão, no estilo de poltrona, fixados entre as quatro portas que dão acesso à parte frontal da casa.
O grande portão de entrada da chácara, também de ferro trabalhado, é ladeado por duas colunas de pedra, sobre as quais descansavam originalmente dois grandes leões esculpidos em mármore. Na cozinha, chama a atenção uma pia e um enorme fogão à lenha, talhados em pedra-sabão. Merecem destaque também as dependências dos escravos domésticos, o tanque, o chafariz e outras peças em pedra-sabão, os dois túneis, os vários muros de pedra, e as jabuticabeiras centenárias. Na entrada, uma homenagem aos antigos tropeiros.

## Patrimônio histórico
A chácara é parte do conjunto arquitetônico e urbanístico do Serro, tombado pelo Instituto do Patrimônio Histórico e Artístico Nacional (IPHAN) em 1938. No final da década de 1970 a chácara passou por um restauro, um outro foi realizado na década de 1980, quando o edifício recebeu todo o acervo do museu Casa dos Ottoni, lá permanecendo até a década de 1990, além de servir como escritório local do IPHAN. Foi contemplada pelo Programa Monumenta, através do qual em 2008 foi iniciado um novo projeto de restauro, supervisionado pelo Instituto Estadual do Patrimônio Histórico e Artístico de Minas Gerais (IEPHA). Em 2010 foi adquirida pelo IEPHA. A reabilitação do espaço como centro cultural seguiu uma política do IPHAN de aproximar as comunidades do seu patrimônio histórico para sua devida apreciação, valorização e conservação.
Desde então tem abrigado atividades e órgãos de educação, cultura e turismo, como cursos, exposições, a Secretaria de Turismo e Cultura e a Fundação Chácara do Barão. 
Foi incluída como um dos atrativos turísticos histórico-culturais da Estrada Real de Minas Gerais. Segundo matéria da Agência Minas "a Chácara do Barão do Serro é um importante marco histórico e arquitetônico da cidade".
Na apreciação do pesquisador Luiz Fernando Reis, a chácara é um "importante objeto de memória dos moradores do Serro", e "representa papel de destaque para a identidade local. Essa construção, juntamente com os outros monumentos, é um dos cartões postais da cidade". Para os moradores de Serro, a chácara "é uma das referências de um período no qual a cidade era o lar de figuras da aristocracia imperial, como o Barão do Serro e o Barão de Diamantina".
Para Alexandre Araújo Bispo, a chácara é um bom representante de uma tipologia de edificação da elite oitocentista brasileira e de um processo de urbanização de zonas vizinhas a centros urbanos, e no campo dos estudos culturais "a Chácara do Barão do Serro adquire particular interesse para análises relativas à imigração e às expressões culturais e artísticas no processo de transformação de identidades de imigrantes no Brasil, no caso portugueses".